# Tanque pesado
Un tanque o carro de combate pesado es un tipo de tanque que ofrece una potencia de fuego y blindaje igual o mayor, respecto a vehículos más ligeros, sacrificando movilidad y maniobrabilidad.
Los tanques pesados habitualmente fueron desarrollados para romper las líneas enemigas, aunque en la práctica habrían sido más útiles en papeles defensivos que ofensivos. Las finalidades de su diseño incluían el ataque de obstáculos, crear brechas y atacar unidades acorazadas enemigas.

## Distinción entre tanques medianos y pesados
No hay una distinción consistente entre tanques pesados y tanques medios. La distinción fue hecha por el ejército de cada país según sus necesidades; con mucha frecuencia, el límite estaba basado en el peso que podían soportar los puentes más comunes o los límites de carga ferroviarios.

## Su papel
Los tanques pesados lograron sus éxitos mayores tanto enfrentándose a otros carros de combate más ligeros, como destruyendo fortificaciones con sus grandes cañones. Aunque frecuentemente se asume que los carros pesados padecían de una menor movilidad que los medianos, esto no siempre fue así, ya que varios de los más sofisticados diseños de tanques pesados tenían suspensiones y cajas de cambios avanzadas, precisamente para contrarrestar esta desventaja. Pero la principal desventaja es el costo traducido en producción, que produce escasez de materiales. El Tiger I alemán, por ejemplo, tenía una velocidad similar y mejor capacidad todoterreno en comparación con el más ligero Panzer IV, al costo de una baja fiabilidad y una producción de apenas 1.355 unidades frente a los 8.800 Panzer IV, 58.000 T-34 soviéticos y 40.000 M4 Sherman estadounidenses

## Diseño
Los carros de combate pesados tienen un blindaje muy grueso y armamento pesado en comparación a tanques más livianos, aunque suelen empujar sus motores al límite. En consecuencia, suelen tener poca potencia y ser lentos, o tener problemas con el motor y la transmisión por sobreexigir sus motores.
Los tanques pesados suelen tener una excelente protección respecto a sus compañeros más ligeros.

## Historia
El concepto del tanque pesado se originó en la Primera Guerra Mundial y coexistió con los carros de combate ligeros y medianos hasta el final de la Guerra Fría, cuando se introdujo el tanque principal de combate.

### Guerras Mundiales

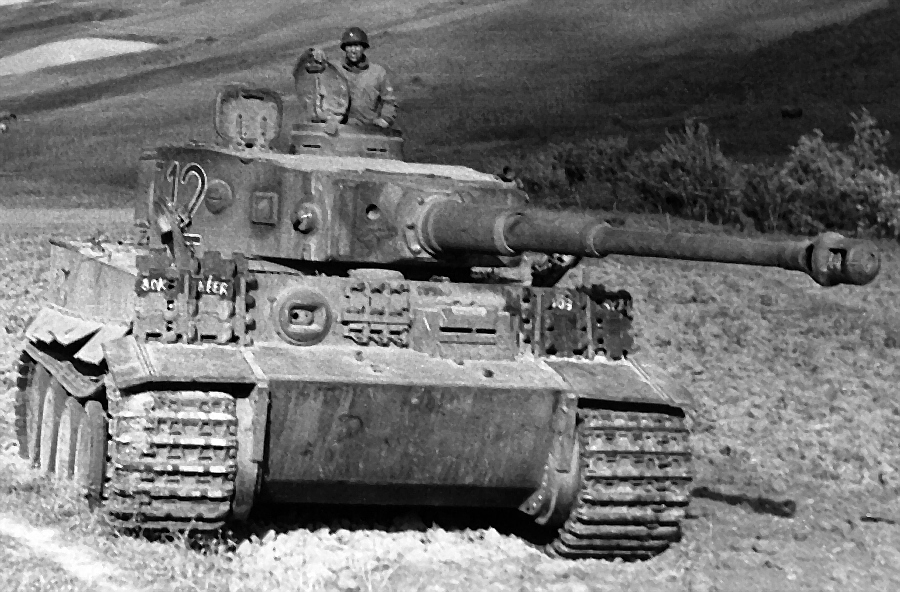
Tanque pesado alemán Tiger I.

El primer tanque británico, el Mark I de la Primera Guerra Mundial, fue introducido para romper las líneas defensivas alemanas de trincheras y alambradas. Cuando se introdujo un tanque más rápido y liviano, este fue denominado Mark A Medio (conocido como Whippet) y los tanques más grandes pasaron a ser conocidos como: «pesados».
El Char 2C fue uno de los carros más grandes que se produjeron. Al inicio de la Segunda Guerra Mundial, Francia y la Unión Soviética eran los únicos países que tenían inventarios de tanques pesados, tales como el Char B1, el T-35 el KV-1 y el KV-2. El Matilda II, aunque no pesaba tanto como los otros,[cita requerida] fue diseñado según el concepto británico de tanque de infantería y tenía un blindaje más grueso que la mayoría de tanques en servicio en aquel entonces. Ejemplares de finales de la guerra fueron los Tiger I y Tiger II alemanes, así como los de la serie soviética IS. De observar que «pesado» en vez de «medio» o «mediano» es más una cuestión de papeles tácticos que de peso; el Panther, por ejemplo, era un tanque «medio» que pesaba más que la mayoría de tanques «pesados» Aliados. Las fuerzas estadounidenses rara vez desplegaron tanques pesados, prefiriendo emplear cazatanques para combate entre tanques, ya que sus carros medianos M4 Sherman eran sobrepasados en lo que a blindaje y armamento respecta por la mayoría de tanques pesados.

### Guerra Fría

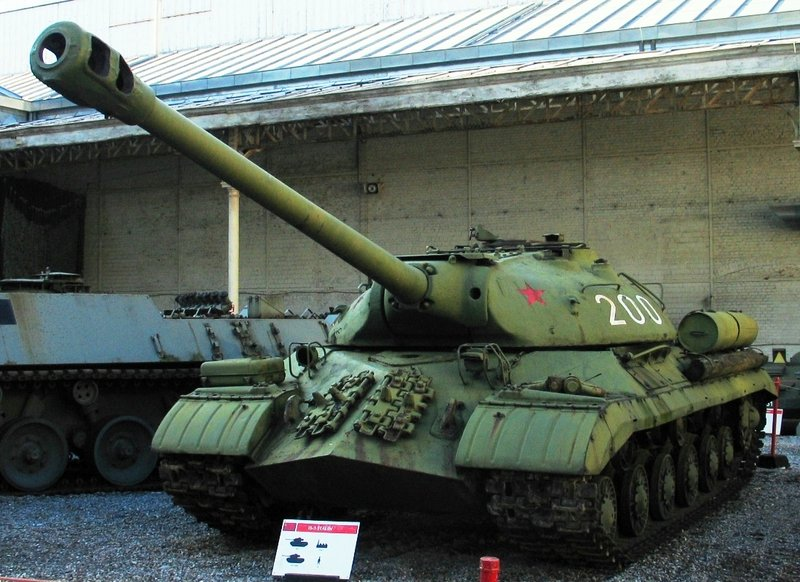
Carro pesado soviético IS-3.

El inmediato período de posguerra vio el despliegue final de tanques pesados, incluyendo al M103 estadounidense, el FV 214 Conqueror británico y el ARL 44 francés, todos ellos en respuesta a los carros pesados soviéticos de la época. Los más grandes cañones de tanque se acercaban al proyectil de máximo calibre que podía ser manipulado por la tripulación, incluso empleando munición dividida (proyectil y carga propulsora separados), que reducía enormemente la cadencia de disparo. Gracias a cañones de diseño mejorado y tecnología de control de disparo, los tanques medianos de la posguerra estaban poniéndose a la par con los carros pesados en lo que a potencia de fuego respecta. Entonces el valor táctico de los tanques pesados declinó a tal punto que no se desplegaron nuevos diseños; los tanques medianos con coraza gruesa pasaron a ser conocidos como tanque principal de combate - a pesar de que algunos tanques principales de combate modernos como el M1 Abrams y el Challenger 2 tienen pesos similares a los carros pesados de la Guerra Fría. La menos costosa artillería autopropulsada puede servir en el papel de apoyo a la infantería.
Los carros pesados finalmente fueron quedándose obsoletos por la llegada de los misiles antitanque y los proyectiles HEAT. Los mucho más flexibles misiles son efectivos a distancias fuera del alcance del cañón de un tanque, mientras que una gran masa de blindaje ya no era más una garantía de supervivencia ante las grandes ojivas HEAT de cañones de tanque o misiles.